# Loxaspilates subfalcata
Loxaspilates subfalcata là một loài bướm đêm trong họ Geometridae.